# Поморске и колонијалне битке француских револуционарних ратова
Поморске и колонијалне битке француских револуционарних ратова одвијале су се, углавном, између Британије и Француске. Британска флота, најјача у тадашње време, успела је да Амијенским миром осигура превласт на мору и у колонијама.

## Кампања 1793.
Одмах по избијању рата, Британци без већих проблема освајају Сен Пјер и Микелон у Северној Америци, Тобаго и луке Жереми и Мон-Сен-Никола на Санто Домингу, француском делу Хиспаниоле. У Индији, Британци освајају Чандранагар, Карекал, Махи и Пондишери.
Део британске флоте под командом адмирала Худа, ојачан шпанским бродовима, продире 27. августа у Тулон и тако елиминише готово целокупну француску средоземну флоту. 

## Кампања 1794.
Британски адмирал Џарвис почетком године заузима острво Мартиник, Гваделуп и Свету Луцију. У јуну је француски одред под командом Виктором Игом преотео Британији Гваделуп. Уз помоћ ројалиста, Британци се спремају за заузимање Корзике. 

## Кампања 1795.
Почетком 1795. године Британци нису имали довољно јаку и развијену флоту на Атлантику, па се францујски гусари без већих проблема искрцавају на Јамајку. У Африци, Британци заузимају Капску колонију, а у Индијском океану се искрцавају на острво Цејлон. Истовремено, Британци заузимају и неке холандске поседе. 

## Кампања 1796.
Изласком Напуља из Прве коалиције, Британија губи упоришта у овој земљи. Због тога Британци средином јула заузимају острво Елбу и формирају на њој своју поморску базу. Изласком Шпаније из прве коалиције и њено придруживање Французима мења стратегијску ситуацију у Средоземном мору. Британци наређују повлачење својих бродова из Средоземног мора. 
Француски генерал Ош покушао је искрцавање у Ирску, али му то није пошло за руком због невремена.

## Кампања 1797.
Дана 14. фебруара дошло је до поморске битке између Француза и Британаца код Сан Висентија. Французи су поражени и одбачени. У Великој Британији у то време наступају немири у унутрашњости.
Дана 25. јула, адмирал Нелсон изводи безуспешан напад на Санта Круз де Тенерифу. У бици код Кампердојна Британци уништавају холандску флоту (11. октобар). Крајем године, Британци су постепено овладали Цејлоном.

## Кампања 1798.
Због неуспеха против британске флоте произашао је пројекат Булоњске флотиле, замисао да се линијски бродови замене великим бројем добро наоружаних мањих бродова. Исте године, Директоријум је одобрио Наполеону инвазију на Египат. Француска флота стационира се у Абукиру.
Безобзирни поступци француских гусара према америчким трговачлким бродовима доводе до избијања америчко-француског поморског рата (1798—1801) познатог и под називом Квази рат.

## Кампања 1799.
Након формирања Друге коалиције, Британци уз помоћ Руса заробљавају готово целу холандску флоту (битка код Ден Хелдера). 
Исте године, Британци заузимају Менорку, опседају Малту, а руско-турска флота заузима Јонска острва. 16. јула, турско-британска флота заузима Абукир. 

## Кампања 1800.
Британци односе победе у Средоземном мору и Атлантику. Малта капитулира 5. септембра, али је Британци одбијају предати витешком реду Јовановаца. То Британију доводи у сукоб са руским царем Павлом I. Долази до оружане неутралности балтичких земаља.
Британци 1800. године без већих проблема освајају Суринам и Курасау.

## Кампања 1801.
Због оружане неутралности балтичких земаља, Британци 14. јануара 1801. године проглашавају ембарго на све данске, шведске и руске бродове у својим лукама и издају гусарска писма за заплену тих бродова. Балтичке државе на то одговарају репресалијама што је довело до Британске експредиције (март и април) у којој Британци бомбардују Копенхаген, уништавају данску флоту и приморавају је на излазак из савеза неутралних држава. Потом је са балтичким државама Британија склопила споразум о скидању ембарга. 
Наполеон је извео више покушаја да помогне својим војницима у Египту. Француски одред адмирала Шарла Линоа поражен је 6. јула код Алхесираса од британског адмирала Џејмса Соумареза. После овог пораза Французи одустају од слања помоћи својим људима у Египту. Египат је убрзо евакуисан, а француским војницима је дозвољено да се врате у своју земљу. 
После престанка опасности у Египту, Наполеон се припрема за инвазију на Велику Британију и у ту сврху поново формира Булоњску флотилу. Британци односе неколико победа, заузимају данска Девичанска острва и острво Транкабару у Индији. На крају је француска флота имала свега 46 линијска брода и 37 фрегата, а Британци 141 линијски брод, 120 фрегата и 246 мањих ратних бродова.
При крају француских револуционарних ратова застава Француске ишчезла је са мора, а британска трговина се удвостручила у односу на предратну.